# Pio Marchi
Pour les articles homonymes, voir Marchi.
Pio Marchi (né en 1895 à Carmagnole dans la province de Turin dans le Piémont et mort en décembre 1942) est un footballeur italien, qui évoluait en tant que milieu de terrain.
Son frère cadet, Guido Marchi dit Marchi II, fut également un footballeur professionnel.

## Biographie
Fort dans le jeu aérien mais moins doué techniquement que son frère Guido, il fut formé dans le grand club de sa région natale de la Juventus Football Club, commençant sa carrière professionnelle avec les bianconeri en 1919 lors de la première saison d'après-guerre du club. 
Il était surnommé Aviatik ou Velivolo.
Il meurt en décembre 1942 à la suite d'une attaque aérienne ennemie.
Un terrain d'entraînement de la Juve fut ensuite nommé en son honneur après sa mort tragique, ainsi qu'un tournoi en son honneur (appelé la Coppa Pio Marchi) fut également disputé en son honneur en 1945 (Juventus-Torino).

## Palmarès
Juventus
- Championnat d'Italie :
  - Vice-champion : 1919-20.